# Serravalle Langhe
Serravalle Langhe (piemontesisch Saraval) ist eine Gemeinde in der italienischen Provinz Cuneo (CN), Region Piemont.

## Lage und Einwohner
Serravalle Langhe liegt rund 60 km nordöstlich von der Provinzhauptstadt Cuneo in der Weinregion Langhe. Das Gemeindegebiet umfasst eine Fläche von fast 9 km² und hat 321 Einwohner (Stand 31. Dezember 2023). Zur Gemeinde gehgören auch die beiden Fraktionen (Frazioni) Villa, Leprato.
Die Nachbargemeinden sind Bossolasco, Cerreto Langhe, Cissone, Feisoglio und Roddino.

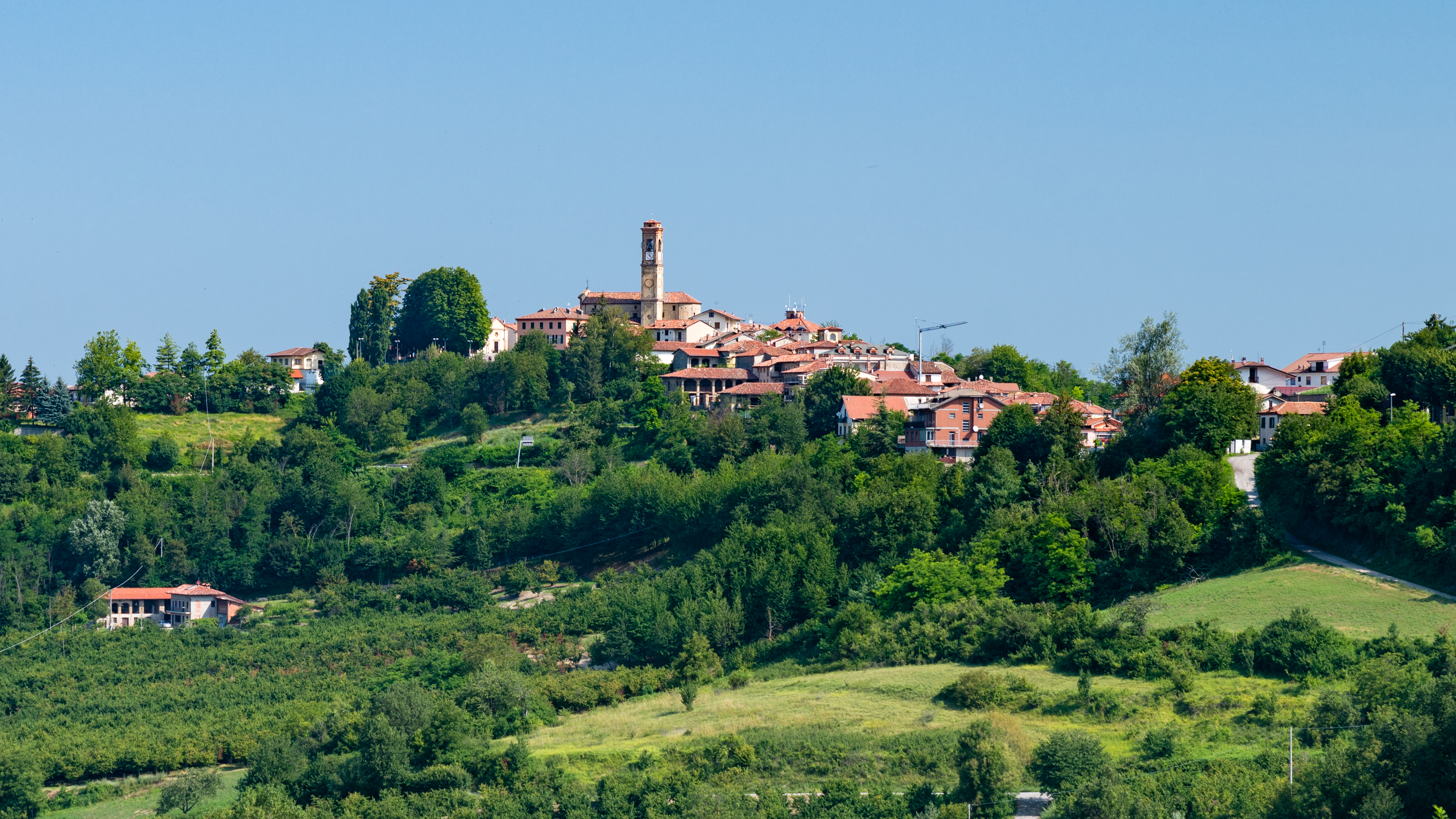
Panorama

## Geschichte

Pfarrkirche

Serravalle war ursprünglich ein römisches Dorf und hat ihren Namen von ihrer Lage in der Mitte von vier Bergrücken, von denen kleinere Täler abzweigen. Daher der Name der Stadt, die „die Täler schließt“. Langhe wurde später hinzugefügt und dient nur als geografischer Standort. In einem Dokument aus dem Jahr 1077 wird es als „Serravallis Albesium Pompeianorum“ angegeben. Der Name ändert sich, als die Gemeinde, die der Tochter von Tommaso, dem 1. Marquis von Saluzzo, als Mitgift geschenkt wurde, zu „Serravallis de Languis“ wird. Im gesamten 19. Jahrhundert und bis zu seinem heutigen Namen hieß es „Serravalle d'Alba“.
In einem Testament von 1142 teilte Bonifacio del Vasto seine Besitztümer unter seinen sieben Kindern auf und Serravalle ging an Manfredo, Marquis von Saluzzo, und anschließend an den Marquis Enrico Del Carretto über. Die Stadt entwickelte sich rund um die Burg, wo noch Reste einiger Fundamente und des Brunnens sichtbar sind. Serravalle blieb lange Zeit unter der Herrschaft des Marquis Del Carretto und gelangte nach verschiedenen Wechselfällen endgültig in die Herrschaft des Hauses Savoyen.
Eine weitere intensivste Perioden war die Französische Revolution, in der hundert Soldaten, die sich dort niedergelassen hatten, an einer Typhusepidemie starben und an einem Ort namens „Totenloch“ begraben wurden. Die Anwesenheit eines Jakobiners führte dazu, dass 1799 der erste Freiheitsbaum auf dem Dorfplatz aufgestellt wurde.

## Sehenswürdigkeiten
- Die Kapelle San Michele, romanischen Ursprungs.
- Das Rathaus, das im Spätmittelalter von den Markgrafen Del Carretto erbaut und im 17. Jahrhundert renoviert wurde.
- Das Oratorium von San Michele aus dem 13. Jahrhundert.
- Die Pfarrkirche der Assunta aus dem 18. Jahrhundert und der Curia-Palast.

## Kulinarische Spezialitäten
In der Umgebung von Serravalle Langhe wird Weinbau betrieben. Die Beeren der Rebsorten Spätburgunder und/oder Chardonnay dürfen zum Schaumwein Alta Langa verarbeitet werden.